# Talleres Olinto Gallo

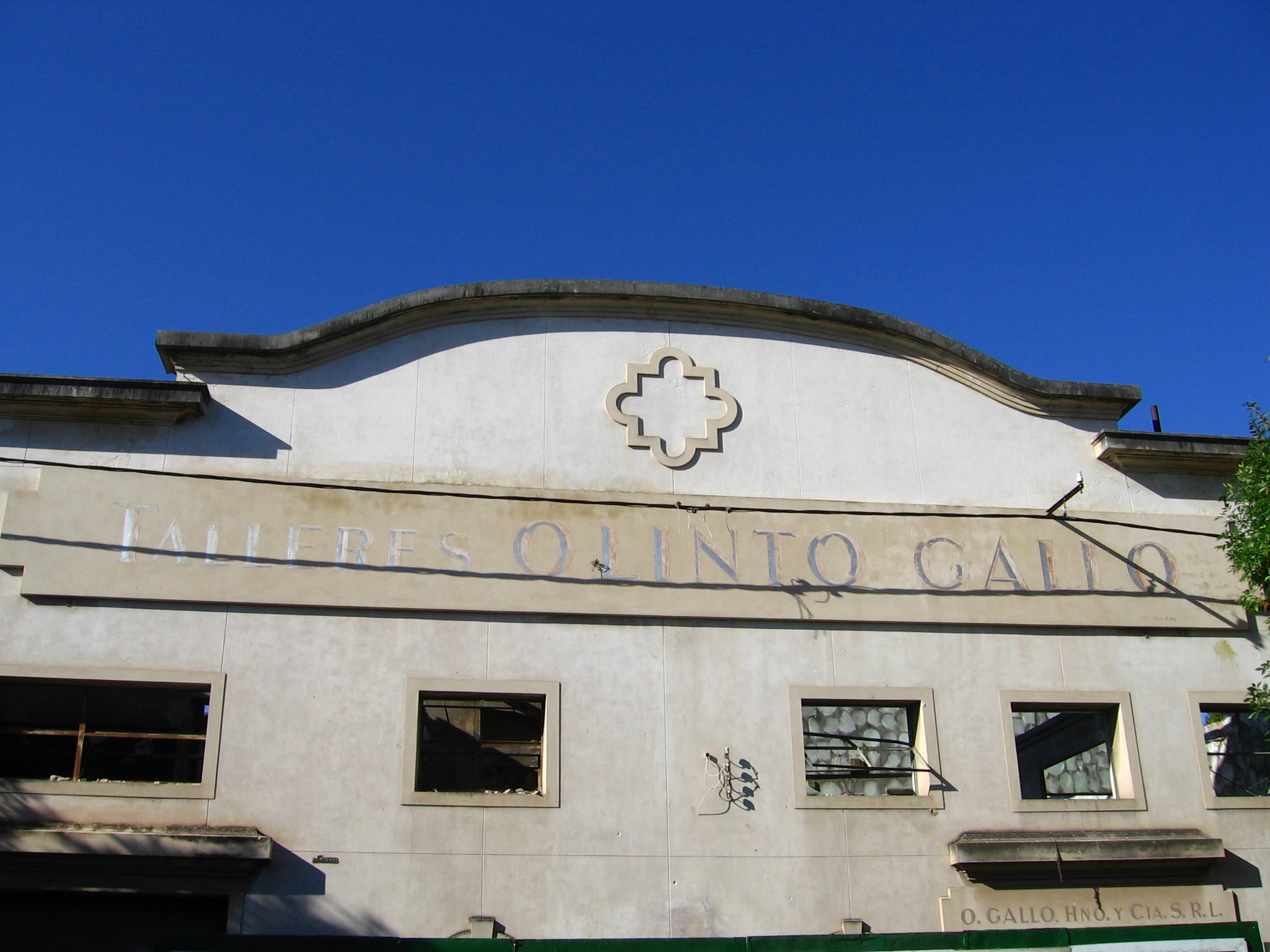
La fachada de la firma, previo a su demolición.

La Fundición Olinto Gallo fue una empresa de grabado y fundición de metal de Rosario (provincia de Santa Fe, Argentina), fundada por el orfebre Marcos Vanzo en 1888. Cuenta el escultor Erminio Blotta (1892-1976), que Vanzo fue uno de sus maestros.

## Historia
Olinto Gallo (1898-1971), con cuyo nombre rebautizaría la medallería, comenzó como aprendiz hacia 1910–1912, en el summun del desarrollo del arte medallístico argentino debido al aniversario del centenario de la Revolución de Mayo. Gallo fue el segundo de tres hijos de una familia italiana. 
En marzo de 1920, Vanzo vende la empresa a su hijo Silvio y a Olinto Gallo, quienes la renombraron como "Grandes talleres de Grabado y Cincelado Rosario". Estaba en el corazón del cento rosarino, en calle Córdoba 936. Posteriormente sus dueños deciden separar el comercio del taller: las oficinas comerciales se mudaron a la calle Santa Fe 1328, también céntrica, mientras los talleres se relocalizaron en calle Olivé 1055, en el Barrio Arroyito (o Lisandro de la Torre). Gallo le pone su apellido en 1934. Los Talleres Olinto Gallo ganaron renombre, alcanzando el nivel de prestigiosas casas de Buenos Aires, como Gotuzzo y Piana, Constante Rossi, Bellagamba.
Los talleres eventualmente cerraron, transformándose con los años en ruinas, mientras la maquinaria y productos (medallas, plaquetas, etc.) fueron saqueados. Su demolición final fue el 27 de marzo de 2006. Antes de ello, un grupo de voluntarios rescató un gran número de trabajos y documentó todo fotográficamente. El rescate se exhibe en el Museo de la Ciudad de Rosario. Algunos moldes de yeso se encuentran en la firma privada "Ferraro, Maquinarias y Rezagos Industriales", en calle Pte. Roca 3546 de Rosario. Una placa de bronce del General José de San Martín (del escultor Erminio Blotta, elaborada en la fundición Olinto Gallo), se encuentra en el recinto del Honorable Consejo Municipal de Rosario.